# كاترينا من سيينا
وُلدت كاترينا بيننكاسا (25 مارس 1347- 29 أبريل 1380) في سيينا عام 1347، في عائلة كثيرة الأفراد من عامة الناس، وتُوفيّت في مسقط رأسها، عام 1380. وهبت وقتها للصلاة والتكفير عن الذنوب، والأعمال الخيريّة التي كان أكثرها للمرضى. ارتبطت بالرهبنة الدومينيكانية، كانت روحانية وناشطة ومؤلفة لها أثر كبير على الأدب الإيطالي والكنيسة الكاثوليكية. أعلِنت قديسةً عام 1461، كما تحمل لقب ملفان في الكنيسة الكاثوليكية.
عندما ذاع صيت قداستها، أصبحت محطّ، مشورة روحيّة كثيفة لجميع فئات الناس، من نبلاء ورجال سياسة وفنّانين وأُناس عاديّين ومكرَّسين ورجال دين، بمن فيهم البابا غريغوري الحادي عشر الذي كان يُقيم في ذلك الوقت في أفينيون في فرنسا وقد شجّعتهُ كاترينا بقوّة وفعاليّة على العودة إلى روما. وسافرت كثيرًا للحثّ على الإصلاح الداخليّ للكنيسة وتعزيز السلام بين البلدان: لهذا السبب أيضًا، أراد المكّرم يوحنا بولس الثاني إعلانها شفيعة من شفعاء أوروبا، وقد أُعلنَت قداستها عام 1461.
إنّ عقيدة كاترينا، التي تعلّمت بصعوبة القراءة وتعلّمت الكتابة عندما كانت قد بلغت سنّ الرشد، مُحتواة في ”حوار العناية الإلهيّة“، أو ”كتاب العقيدة الإلهيّة“، وهو تحفة من تحف الأدب الروحيّ، وفي مجموعة رسائلها وصلواتها. لتعليمها غنىً لدرجة أنّ بولس السادس أعلنها عام 1970 ملفانة للكنيسة، وهو لقبٌ يُضاف إلى لقب شفيعة من شفعاء مدينة روما، وفقًا لإرادة الطوباويّ بيوس التاسع، وشفيعة إيطاليا، وفقًا لقرار المكرّم بيوس الثاني عشر. بدأ العديدون يضعون أنفسهم بخدمتها وكانوا يعتبرون قبل كلّ شيء امتيازًا أن تُرشدهم كاترينا روحيًّا. فدعوها “الأمّ”، ذلك لأنّهم كانوا يستمدّون منها كأبناء روحيّين قوتَ الروح.
ولدت وترعرعت في سيينا، ورغبت في عمر مبكر أن تنذر نفسها لله، خلافا لرغبة والديها. انضمت إلى الرهبنية الدومينيكانية الثالثة، واشتهرت بسرعة لظهور علامات ظواهر روحية عليها كالشعور بجروح المسيح غير المرئية والزواج الروحي. وتأثيرها على البابا غريغوري الحادي عشر أدى دورًا في قراره بترك أفينيون إلى روما، ثم بعثها للتفاوض على السلام مع فلورنسا، وبعد وفاته واتفاق السلام عادت إلى سيينا. أملت على مساعديها مجموعة رسائلها الروحية «حوار العناية الإلهية». دفع الانشقاق الديني الكبير في الغرب كاترينا إلى الذهاب إلى روما مع البابا؛ بعثت رسائل عديدة للأمراء والكرادلة للدعوة إلى طاعة البابا أوربان السادس والدفاع عما سمته رسالة الكنيسة. توفيت يوم 29 نيسان 1380 بسبب العقابات الجسدية الذاتية التي أنهكتها. احتفى البابا أوربان السادس بجنازتها ودفنها في كنيسة سانتا ماريا سوبرا مينيرفا في روما.
تنامى الإخلاص الديني لها بسرعة بعد وفاتها، وسميت قديسة عام 1461 وأُعلِنت قديسةً شفيعةً لروما عام 1866 ولإيطاليا (مع فرنسيس الأسيزي) عام 1939. وكانت المرأة الأولى (إلى جانب القديسة تيريزا الأفيلاوية) التي تنال لقب «ملفان الكنيسة» من البابا بولس السادس بتاريخ 4 أكتوبر عام 1970، كما سماها البابا يوحنا بولس الثاني شفيعة أوروبا عام 1999. تعتبر القديسة كاترينا من بين أبرز الشخصيات في الكاثوليكية إبَان العصور الوسطى، بسبب تأثيرها القوي في تاريخ البابوية وكتاباتها الكثيرة. وكانت وراء رجوع البابا من أفينيون إلى روما، ثم نفذت عدة مهام مؤتمنة بها من البابا، وهو أمر نادر جدًا للمرأة في العصور الوسطى. وأعطتها مئات الرسائل وعشرات الصلوات التي كتبتها مكانا بارزًا في تاريخ الأدب الإيطالي.

## حياتها

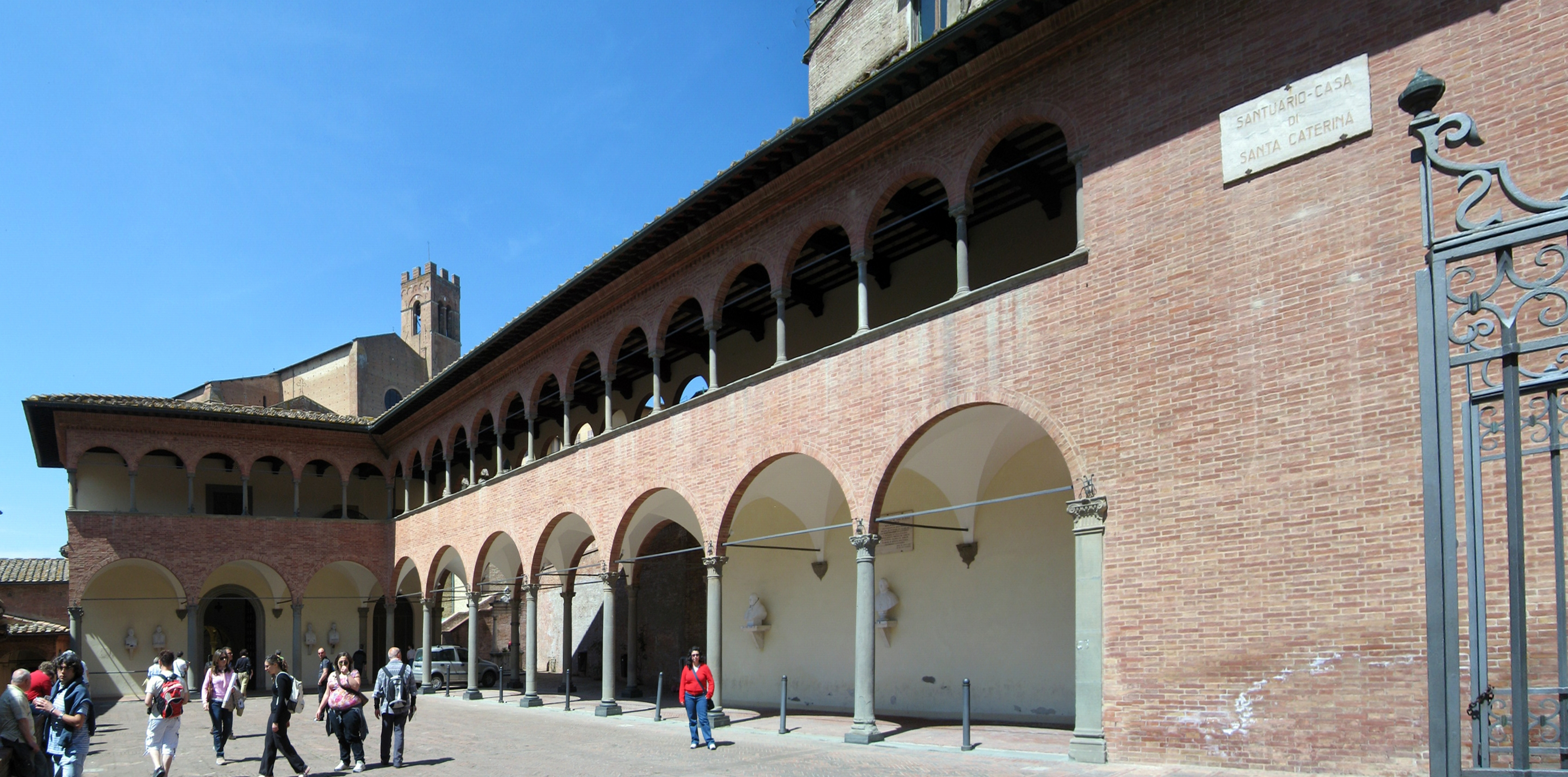
منزل القديسة كاترينا في سيينا

ولدت كاترينا دي جياكومو بينينكازا في 25 مارس عام 1347 (قبل فترة قصير من الموت الأسود) في سيينا، جمهورية سيينا (إيطاليا حاليًا)، لأمها لابا بياجينتي وهي ابنتة شاعر محلي، ولأبيها جياكومو دي بينينكازا، وهو صابغ ثياب يدير عمله الخاص بمساعدة أبنائه، وما زال البيت الذي ولدت فيه كاترينا قائما حتى اليوم. كان عمر والدتها حوالي 40 عامًا عندما ولدت توأما ولادة مبكرة، وهما كاترينا وجيوفانا، وذلك بعد أن ولدت 22 طفلا مات نصفهم. أرسلت جيوفانا إلى مرضعة وماتت بعدها بمدة قصيرة، وأرضعت كاترينا من أمها فترعرعت بصحة جيدة. كان عمر كاترينا سنتين عندما ولدت أمها الطفل الخامس والعشرين، وهي ابنة أخرى أسمتها جيوفانا. كانت كاترينا طفلة مرحة جدًا فأطلق عليها أهلها اسم يوفروسين، وهو اسم إغريقي قديم يعني الفرح وهو اسم يوفروسين الإسكندري.
يقول كاهن الاعتراف الخاص بكاترينا وكاتب سيرة القديس الدومينيكاني ريموند قديس كابوا 'الحياة': أتت إليها الرؤية الأولى للمسيح عندما كان عمرها خمس أو ست سنوات، وكانت مع أحد الأخوة في طريق الرجوع من زيارة أخت متزوجة، عندما يقال أنها تخيلت رؤية المسيح يجلس في عظمة مع الرسل بطرس وبولس ويوحنا؛ وأكمل ريموند أنها في عمر السابعة أقسمت بأن تنذر حياتها كلها لله.
عندما كانت كاترينا بعمر السادسة عشرة، توفيت أختها الأكبر بونافينتورا أثناء الولادة، وعرفت أن والديها يريدان تزويجها لزوج أختها المتوفاة. عارضت ذلك بشدة وبدأت إضرابا صارما عن الطعام؛ تعلمت ذلك من أختها المتوفاة، والذي كان زوجها لا يراعي مشاعر الآخرين مطلقا، لكن زوجته غيرت سلوكه هذا من خلال رفضها الطعام حتى أظهر سلوكا أفضل. وبجانب التوقف عن الطعام، خيبت كاترينا ظن أمها عندما قصت شعرها الطويل احتجاجا على تشجيعها المستمر على تحسين مظهرها لجذب انتباهه.
نصحت كاترينا ريموند قديس كابوا لاحقا ليفعل خلال أوقات الأزمات ما فعلته وهي مراهقة: «ابن صومعة داخل عقلك لا يمكنك الهرب منها مطلقا». وفي هذه الصومعة الداخلية جعلت من أبيها تمثيلا للمسيح ومن أمها تمثيلا لمريم العذراء وأخوتها تمثيلا لرسل المسيح. وأصبحت خدمتهم بتواضع فرصة للنمو الروحي. قاومت كاترينا المسار المقبول للزواج والأمومة من ناحية، وخمار الراهبة من ناحية أخرى؛ اختارت أن تعيش حياة نشطة مليئة بالصلوات خارج جدران الدير متبعة النموذج الدومينيكاني؛ وفي النهاية استسلم والدها وسمح لها بالعيش كما أرادت.
أعطت رؤى للقديس دومينيك القوة لكاثرين، لكن رغبتها بالانضمام إلى رهبنته لم يكن يريح أمها، والتي أخذتها معها إلى حمامات باغنو فينيوني لتحسن صحتها. أصاب كاترينا طفح شديد وحمى وألم ما دفع أمها بأن تسمح لها بالانضمام إلى خادمات العذراء، وهي الرابطة المحلية الدومينيكانية الثالثة. حيث ذهبت أمها إلى أخوات الدير وأقنعتهن بتبنيها، وخلال أيام استعادت كاترينا عافيتها بالكامل ونهضت من السرير وارتدت الرداء الأبيض والأسود للرهبنية الثالثة للقديس دومينيكان. تلقت كاترينا رداء الرهبنية الثالثة الدومينيكاني من أعضاء الرهبنية الواعظين بعد مطالبات شديدة من أعضاء الرهبنية الثالثة أنفسهم، والتي كانت تضم حتى وقتها الأرامل فحسب. وكعضو في الرهبنية الثالثة، عاشت كاترينا خارج الدير في المنزل مع عائلتها كالسابق. علّمت أخوية خادمات العذرات كاترينا كيفية القراءة، وعاشت في صمت تام تقريبا وخلوة في منزل العائلة.

## وصلات خارجية
- كاترينا من سيينا على موقع الموسوعة البريطانية (الإنجليزية)
- كاترينا من سيينا على موقع إن إن دي بي (الإنجليزية)
- كاترينا من سيينا على موقع ديسكوغز (الإنجليزية)
- مؤلفات كاترينا من سيينا في مشروع غوتنبرغ